# 腦筋急轉彎獲獎與提名列表
《腦筋急轉彎》（英語：Inside Out）是一部美國皮克斯動畫工作室製作、華特迪士尼工作室電影發行、並由彼特·達克特編寫及執導的3D電腦動畫動作喜劇冒險電影。該片主要的配音員包括了艾米·波勒、菲利斯·史密斯、理查德·坎德、路易斯·布萊克、比爾·哈德、敏迪·卡靈、黛安·蓮恩、凯尔·麦克拉克伦和凯特林·迪亚斯（Kaitlyn Dias）等人，其主角為萊莉（Riley）腦中五種擬人化的情感——樂樂（Joy）、憂憂（Sadness）、怒怒（Anger）、厭厭（Disgust）和驚驚（Fear），劇情則敘述11歲的萊莉在全家從明尼蘇達州搬至旧金山後，熟悉新環境和調適心理的過程。電影最初於2015年5月18日在第68屆坎城影展上舉行首映，接著便於同年6月19日在北美地區正式上映。電影的全球票房總額高達8.57億美元，遠超越其1.75億美元的製作預算，成為了2015年全球票房總額第七高的電影；截止2016年7月為止，《腦筋急轉彎》為有史以來全球票房總額第49名的電影。電影發行之後獲得的好評如潮，它在影評網站爛番茄上根據317篇評論獲得了98%的好評。
電影總計獲得了114個獎項的提名，其中共有52項獲獎；其中，電影的導演、劇本以及波勒的配音表現獲得了最多獎項與提名。《腦筋急轉彎》在第88屆奧斯卡金像獎中獲得了最佳原創劇本獎的提名，並成功奪下最佳動畫片獎；此外，它還獲得了英国电影学院奖、金球獎、评论家选择奖、紐約影評人協會獎、卫星奖以及土星獎等最佳動畫片獎項。電影在第43屆安妮獎中更獲得了14項提名，其中有10項獲獎，包括最佳動畫片獎、以及達克特的傑出動畫片導演獎和史密斯的傑出動畫片配音獎等個人成就獎項。
國家評論協會則將《腦筋急轉彎》列為2015年度十大電影之一，並頒予其最佳動畫片獎；此外，美國電影學會也將電影列為該年度的十大最佳電影之一。電影在聖地牙哥影評人協會以及洛杉磯影評人協會所頒發的最佳動畫片獎項中則皆敗給《安諾瑪麗莎》而取得亞軍。

## 榮譽
| 獎項                    | 頒獎日期       | 榮譽                                   | 獲獎或被提名人                                                                                        | 結果  | 參            |
| ----------------------- | -------------- | -------------------------------------- | --- | ----- | ------------- |
| 奧斯卡金像獎            | 2016年2月28日  | 最佳原創劇本                           | 羅尼·德爾卡門、喬許·庫利、彼特·達克特、梅格·勒福夫                                                    | 提名  | [ 7 ] [ 8 ]   |
| 奧斯卡金像獎            | 2016年2月28日  | 最佳動畫片                             | 彼特·達克特、喬納斯·里維拉                                                                            | 獲獎  | [ 7 ] [ 8 ]   |
| 女性電影記者聯盟        | 2016年1月12日  | 最佳原創劇本                           | 羅尼·德爾卡門、喬許·庫利、彼特·達克特、梅格·勒福夫                                                    | 提名  | [ 9 ] [ 10 ]  |
| 女性電影記者聯盟        | 2016年1月12日  | 最佳動畫片                             | 《腦筋急轉彎》                                                                                        | 獲獎  | [ 9 ] [ 10 ]  |
| 美國電影剪輯師協會獎    | 2016年1月29日  | 最佳動畫片剪輯                         | 凱文·諾丁                                                                                             | 獲獎  | [ 11 ]        |
| 美国电影学会            | 2015年12月16日 | 十大電影                               | 《腦筋急轉彎》                                                                                        | 獲獎  | [ 12 ]        |
| 安妮獎                  | 2016年2月6日   | 最佳動畫片                             | 《腦筋急轉彎》                                                                                        | 獲獎  | [ 13 ] [ 14 ] |
| 安妮獎                  | 2016年2月6日   | 傑出動畫片動畫效果                     | 阿密特·巴德卡、大衛·海爾、保羅·門多薩、文森·塞里特拉                                                  | 提名  | [ 13 ] [ 14 ] |
| 安妮獎                  | 2016年2月6日   | 傑出動畫片角色動畫                     | 艾莉森·拉特蘭                                                                                         | 獲獎  | [ 13 ] [ 14 ] |
| 安妮獎                  | 2016年2月6日   | 傑出動畫片角色動畫                     | 崔維斯·海瑟威                                                                                         | 提名  | [ 13 ] [ 14 ] |
| 安妮獎                  | 2016年2月6日   | 傑出動畫片角色設計                     | 艾伯特·洛薩諾、克里斯·薩薩基                                                                          | 獲獎  | [ 13 ] [ 14 ] |
| 安妮獎                  | 2016年2月6日   | 傑出動畫片導演                         | 彼特·達克特                                                                                           | 獲獎  | [ 13 ] [ 14 ] |
| 安妮獎                  | 2016年2月6日   | 傑出動畫片音樂                         | 麥可·吉亞奇諾                                                                                         | 獲獎  | [ 13 ] [ 14 ] |
| 安妮獎                  | 2016年2月6日   | 傑出動畫片美術指導                     | 拉夫·埃格爾斯頓                                                                                       | 獲獎  | [ 13 ] [ 14 ] |
| 安妮獎                  | 2016年2月6日   | 傑出動畫片分鏡                         | 東尼·羅斯納斯特                                                                                       | 獲獎  | [ 13 ] [ 14 ] |
| 安妮獎                  | 2016年2月6日   | 傑出動畫片分鏡                         | 多米·施                                                                                               | 提名  | [ 13 ] [ 14 ] |
| 安妮獎                  | 2016年2月6日   | 傑出動畫片配音                         | 艾米·波勒                                                                                             | 提名  | [ 13 ] [ 14 ] |
| 安妮獎                  | 2016年2月6日   | 傑出動畫片配音                         | 菲利斯·史密斯                                                                                         | 獲獎  | [ 13 ] [ 14 ] |
| 安妮獎                  | 2016年2月6日   | 傑出動畫片編劇                         | 喬許·庫利、彼特·達克特、梅格·勒福夫                                                                   | 獲獎  | [ 13 ] [ 14 ] |
| 安妮獎                  | 2016年2月6日   | 傑出動畫片剪輯                         | 凱文·諾丁                                                                                             | 獲獎  | [ 13 ] [ 14 ] |
| 奧提歐斯獎              | 2016年1月21日  | 傑出選角—動畫片                        | 娜塔莉·里昂、凱文·雷黑                                                                                | 獲獎  | [ 15 ]        |
| 奧斯汀影評人協會        | 2015年12月29日 | 十大電影                               | 《腦筋急轉彎》（與《人造意識》排名相同）                                                              | 第6名 | [ 16 ] [ 17 ] |
| 奧斯汀影評人協會        | 2015年12月29日 | 最佳原創劇本                           | 喬許·庫利、彼特·達克特、梅格·勒福夫                                                                   | 獲獎  | [ 16 ] [ 17 ] |
| 奧斯汀影評人協會        | 2015年12月29日 | 最佳配樂                               | 麥可·吉亞奇諾                                                                                         | 提名  | [ 16 ] [ 17 ] |
| 奧斯汀影評人協會        | 2015年12月29日 | 最佳動畫片                             | 《腦筋急轉彎》                                                                                        | 獲獎  | [ 16 ] [ 17 ] |
| 波迪獎                  | 2016年3月5日   | 最佳美國片                             | 《腦筋急轉彎》                                                                                        | 提名  | [ 18 ]        |
| 波士頓影評人協會        | 2015年12月7日  | 最佳動畫片                             | 《腦筋急轉彎》（與《安諾瑪麗莎》平手）                                                                | 獲獎  | [ 19 ]        |
| 英國電影學院兒童獎      | 2015年11月22日 | 兒童票選獎—2015年最佳電影              | 《腦筋急轉彎》                                                                                        | 提名  | [ 20 ]        |
| 英國電影學院兒童獎      | 2015年11月22日 | 2016年最佳長篇電影                     | 羅尼·德爾卡門、彼特·達克特、喬納斯·里維拉                                                             | 提名  | [ 20 ]        |
| 英國電影學院獎          | 2016年2月14日  | 最佳原創劇本                           | 喬許·庫利、彼特·達克特、梅格·勒福夫                                                                   | 提名  | [ 21 ] [ 22 ] |
| 英國電影學院獎          | 2016年2月14日  | 最佳動畫片                             | 彼特·達克特                                                                                           | 獲獎  | [ 21 ] [ 22 ] |
| 芝加哥影評人協會        | 2015年12月16日 | 最佳影片                               | 《腦筋急轉彎》                                                                                        | 提名  | [ 23 ] [ 24 ] |
| 芝加哥影評人協會        | 2015年12月16日 | 最佳原創劇本                           | 喬許·庫利、彼特·達克特、梅格·勒福夫                                                                   | 提名  | [ 23 ] [ 24 ] |
| 芝加哥影評人協會        | 2015年12月16日 | 最佳原創音樂                           | 麥可·吉亞奇諾                                                                                         | 提名  | [ 23 ] [ 24 ] |
| 芝加哥影評人協會        | 2015年12月16日 | 最佳動畫片                             | 《腦筋急轉彎》                                                                                        | 獲獎  | [ 23 ] [ 24 ] |
| 美國電影音響學會獎      | 2016年2月20日  | 最佳動畫電影                           | 《腦筋急轉彎》                                                                                        | 獲獎  | [ 25 ]        |
| 美國電影音響學會獎      | 2016年2月20日  | 傑出電影混音—動畫                      | 喬爾·伊瓦塔基、湯姆·強森、瑪莉·喬·朗、達克·肯恩、麥可·斯曼內科                                        | 獲獎  | [ 25 ]        |
| 评论家选择奖            | 2016年1月17日  | 最佳原創劇本                           | 喬許·庫利、彼特·達克特、梅格·勒福夫                                                                   | 提名  | [ 26 ] [ 27 ] |
| 评论家选择奖            | 2016年1月17日  | 最佳動畫片                             | 《腦筋急轉彎》                                                                                        | 獲獎  | [ 26 ] [ 27 ] |
| 评论家选择奖            | 2016年1月17日  | 最佳喜劇片                             | 《腦筋急轉彎》                                                                                        | 提名  | [ 26 ] [ 27 ] |
| 達拉斯—沃斯堡影評人協會 | 2015年12月14日 | 最佳動畫片                             | 《腦筋急轉彎》                                                                                        | 獲獎  | [ 28 ]        |
| 義大利電影金像獎        | 2016年4月18日  | 最佳外語片                             | 《腦筋急轉彎》                                                                                        | 提名  | [ 29 ]        |
| 丹佛影評人協會          | 2016年1月11日  | 最佳影片                               | 《腦筋急轉彎》                                                                                        | 提名  | [ 30 ] [ 31 ] |
| 丹佛影評人協會          | 2016年1月11日  | 最佳動畫片                             | 《腦筋急轉彎》                                                                                        | 獲獎  | [ 30 ] [ 31 ] |
| 丹佛影評人協會          | 2016年1月11日  | 最佳喜劇片                             | 《腦筋急轉彎》                                                                                        | 提名  | [ 30 ] [ 31 ] |
| 丹佛影評人協會          | 2016年1月11日  | 最佳原創劇本                           | 喬許·庫利、彼特·達克特、梅格·勒福夫                                                                   | 提名  | [ 30 ] [ 31 ] |
| 底特律影評人協會        | 2015年12月14日 | 最佳影片                               | 《腦筋急轉彎》                                                                                        | 提名  | [ 32 ]        |
| 底特律影評人協會        | 2015年12月14日 | 最佳團體                               | 《腦筋急轉彎》                                                                                        | 提名  | [ 32 ]        |
| 底特律影評人協會        | 2015年12月14日 | 最佳劇本                               | 喬許·庫利、彼特·達克特、梅格·勒福夫                                                                   | 提名  | [ 32 ]        |
| 都柏林影評人協會        | 2015年12月22日 | 最佳影片                               | 《腦筋急轉彎》                                                                                        | 獲獎  | [ 33 ]        |
| 帝國獎                  | 2016年3月20日  | 最佳動畫片                             | 《腦筋急轉彎》                                                                                        | 獲獎  | [ 34 ] [ 35 ] |
| 帝國獎                  | 2016年3月20日  | 最佳喜劇片                             | 《腦筋急轉彎》                                                                                        | 提名  | [ 34 ] [ 35 ] |
| 佛羅里達影評人協會      | 2015年12月23日 | 最佳原創劇本                           | 喬許·庫利、彼特·達克特、梅格·勒福夫                                                                   | 提名  | [ 36 ] [ 37 ] |
| 佛羅里達影評人協會      | 2015年12月23日 | 最佳動畫片                             | 《腦筋急轉彎》                                                                                        | 獲獎  | [ 36 ] [ 37 ] |
| 金球獎                  | 2016年1月10日  | 最佳動畫片                             | 彼特·達克特、喬納斯·里維拉                                                                            | 獲獎  | [ 38 ]        |
| 好萊塢電影獎            | 2015年11月1日  | 年度最佳動畫片                         | 彼特·達克特                                                                                           | 獲獎  | [ 39 ]        |
| 休斯頓影評人協會        | 2016年1月9日   | 最佳電影                               | 《腦筋急轉彎》                                                                                        | 提名  | [ 40 ] [ 41 ] |
| 休斯頓影評人協會        | 2016年1月9日   | 最佳動畫片                             | 《腦筋急轉彎》                                                                                        | 獲獎  | [ 40 ] [ 41 ] |
| 休斯頓影評人協會        | 2016年1月9日   | 最佳原創音樂                           | 麥可·吉亞奇諾                                                                                         | 提名  | [ 40 ] [ 41 ] |
| 有色人種促進協會形象獎  | 2016年2月5日   | 傑出電影編劇（戲劇）                   | 喬許·庫利、彼特·達克特、梅格·勒福夫                                                                   | 提名  | [ 42 ]        |
| 兒童票選獎              | 2016年3月12日  | 最愛動畫片                             | 《腦筋急轉彎》                                                                                        | 提名  | [ 43 ] [ 44 ] |
| 兒童票選獎              | 2016年3月12日  | 最愛動畫片配音                         | 艾米·波勒                                                                                             | 獲獎  | [ 43 ] [ 44 ] |
| 倫敦影評人協會          | 2016年1月17日  | 年度最佳電影                           | 《腦筋急轉彎》                                                                                        | 提名  | [ 45 ]        |
| 洛杉磯影評人協會        | 2015年12月6日  | 最佳動畫片                             | 《腦筋急轉彎》                                                                                        | 亞軍  | [ 46 ]        |
| 美國電影音效剪輯師協會  | 2016年2月27日  | 最佳音效剪輯：動畫片特殊音效及對話錄製 | 倫·克斯、香農·米爾斯                                                                                  | 獲獎  | [ 47 ]        |
| MTV電影大獎             | 2016年4月10日  | 最佳虛擬演出                           | 艾米·波勒                                                                                             | 獲獎  | [ 48 ]        |
| 國家評論協會            | 2015年12月1日  | 十大電影                               | 《腦筋急轉彎》                                                                                        | 獲獎  | [ 49 ] [ 50 ] |
| 國家評論協會            | 2015年12月1日  | 最佳動畫片                             | 《腦筋急轉彎》                                                                                        | 獲獎  | [ 49 ] [ 50 ] |
| 紐約影評人協會          | 2015年12月2日  | 最佳動畫片                             | 《腦筋急轉彎》                                                                                        | 獲獎  | [ 51 ]        |
| 紐約線上影評人協會      | 2015年12月6日  | 最佳動畫片                             | 《腦筋急轉彎》                                                                                        | 獲獎  | [ 52 ]        |
| 線上影視評論協會獎      | 2016年2月14日  | 最佳影片                               | 《腦筋急轉彎》                                                                                        | 第6名 | [ 53 ]        |
| 線上影視評論協會獎      | 2016年2月14日  | 最佳動畫片                             | 《腦筋急轉彎》                                                                                        | 獲獎  | [ 53 ]        |
| 線上影視評論協會獎      | 2016年2月14日  | 最佳配音演出                           | 理查·坎德                                                                                             | 提名  | [ 53 ]        |
| 線上影視評論協會獎      | 2016年2月14日  | 最佳配音演出                           | 艾米·波勒                                                                                             | 獲獎  | [ 53 ]        |
| 線上影視評論協會獎      | 2016年2月14日  | 最佳配音演出                           | 菲利斯·史密斯                                                                                         | 亞軍  | [ 53 ]        |
| 線上影視評論協會獎      | 2016年2月14日  | 最佳原創劇本                           | 喬許·庫利、彼特·達克特、梅格·勒福夫                                                                   | 亞軍  | [ 53 ]        |
| 線上影視評論協會獎      | 2016年2月14日  | 最戲劇化時刻                           | 《腦筋急轉彎》                                                                                        | 提名  | [ 53 ]        |
| 線上影視評論協會獎      | 2016年2月14日  | 最佳預告片                             | 《腦筋急轉彎》                                                                                        | 提名  | [ 53 ]        |
| 線上影評人協會          | 2015年12月14日 | 最佳影片                               | 《腦筋急轉彎》                                                                                        | 提名  | [ 54 ]        |
| 線上影評人協會          | 2015年12月14日 | 最佳動畫片                             | 《腦筋急轉彎》                                                                                        | 獲獎  | [ 54 ]        |
| 線上影評人協會          | 2015年12月14日 | 最佳原創劇本                           | 羅尼·德爾卡門、喬許·庫利、彼特·達克特、梅格·勒福夫                                                    | 提名  | [ 54 ]        |
| 全美民選獎              | 2016年1月6日   | 最愛電影                               | 《腦筋急轉彎》                                                                                        | 提名  | [ 55 ]        |
| 全美民選獎              | 2016年1月6日   | 最愛動畫片配音                         | 艾米·波勒                                                                                             | 提名  | [ 55 ]        |
| 全美民選獎              | 2016年1月6日   | 最愛家庭電影                           | 《腦筋急轉彎》                                                                                        | 提名  | [ 55 ]        |
| 美國製片公會獎          | 2016年1月23日  | 傑出動畫片製片                         | 喬納斯·里維拉                                                                                         | 獲獎  | [ 56 ]        |
| 羅伯獎                  | 2016年2月7日   | 最佳美國片                             | 《腦筋急轉彎》                                                                                        | 提名  | [ 57 ]        |
| 聖地牙哥影評人協會      | 2015年12月14日 | 最佳動畫片                             | 《腦筋急轉彎》                                                                                        | 亞軍  | [ 58 ] [ 59 ] |
| 聖地牙哥影評人協會      | 2015年12月14日 | 最佳團體演出                           | 《腦筋急轉彎》                                                                                        | 提名  | [ 58 ] [ 59 ] |
| 舊金山影評人協會        | 2015年12月13日 | 最佳動畫片                             | 《腦筋急轉彎》                                                                                        | 提名  | [ 60 ]        |
| 衛星獎                  | 2016年2月21日  | 最佳動畫或混和媒體電影                 | 《腦筋急轉彎》                                                                                        | 獲獎  | [ 61 ] [ 62 ] |
| 衛星獎                  | 2016年2月21日  | 最佳原創劇本                           | 喬許·庫利、彼特·達克特、梅格·勒福夫                                                                   | 提名  | [ 61 ] [ 62 ] |
| 衛星獎                  | 2016年2月21日  | 最佳原創音樂                           | 麥可·吉亞奇諾                                                                                         | 提名  | [ 61 ] [ 62 ] |
| 衛星獎                  | 2016年2月21日  | 最佳音效（音效剪輯及混音）             | 《腦筋急轉彎》                                                                                        | 提名  | [ 61 ] [ 62 ] |
| 衛星獎                  | 2016年2月21日  | 傑出藍光片                             | 《腦筋急轉彎》                                                                                        | 提名  | [ 61 ] [ 62 ] |
| 土星獎                  | 2016年6月22日  | 最佳動畫片                             | 《腦筋急轉彎》                                                                                        | 獲獎  | [ 63 ]        |
| 西雅圖國際電影節        | 2015年6月7日   | 金太空針塔獎                           | 彼特·達克特                                                                                           | 第2名 | [ 64 ]        |
| 聖路易斯影評人協會      | 2015年12月20日 | 最佳影片                               | 《腦筋急轉彎》                                                                                        | 亞軍  | [ 65 ]        |
| 聖路易斯影評人協會      | 2015年12月20日 | 最佳劇本                               | 喬許·庫利、彼特·達克特、梅格·勒福夫                                                                   | 提名  | [ 65 ]        |
| 聖路易斯影評人協會      | 2015年12月20日 | 最佳配樂                               | 麥可·吉亞奇諾                                                                                         | 亞軍  | [ 65 ]        |
| 聖路易斯影評人協會      | 2015年12月20日 | 最佳動畫片                             | 《腦筋急轉彎》                                                                                        | 獲獎  | [ 65 ]        |
| 聖路易斯影評人協會      | 2015年12月20日 | 最佳喜劇片                             | 《腦筋急轉彎》                                                                                        | 提名  | [ 65 ]        |
| 青少年票選獎            | 2015年8月16日  | 夏季選擇獎：電影                       | 《腦筋急轉彎》                                                                                        | 提名  | [ 66 ] [ 67 ] |
| 青少年票選獎            | 2015年8月16日  | 夏季選擇獎：電影女演員                 | 艾米·波勒                                                                                             | 提名  | [ 66 ] [ 67 ] |
| 青少年票選獎            | 2015年8月16日  | 電影選擇獎：怒火戲                     | 劉易·布萊克                                                                                           | 提名  | [ 66 ] [ 67 ] |
| 多倫多影評人協會        | 2015年12月14日 | 最佳動畫片                             | 彼特·達克特                                                                                           | 亞軍  | [ 68 ]        |
| 美國視覺效果協會        | 2016年2月2日   | 傑出動畫片視覺效果                     | 麥可·豐、保羅·門多薩、維克多·納沃內、喬納斯·里維拉                                                    | 提名  | [ 69 ] [ 70 ] |
| 美國視覺效果協會        | 2016年2月2日   | 傑出動畫片動畫演出                     | 艾利克西斯·安潔莉蒂斯、譚雅·克蘭普福特、肖恩·克勞斯、雅各·梅洛                                        | 獲獎  | [ 69 ] [ 70 ] |
| 美國視覺效果協會        | 2016年2月2日   | 傑出動畫片環境創造                     | 艾米·L·艾倫、艾瑞克·安得拉奥斯、史蒂夫·卡爾斯基、荷西·L·拉莫斯·塞拉諾（幻想樂園）                     | 提名  | [ 69 ] [ 70 ] |
| 美國視覺效果協會        | 2016年2月2日   | 傑出動畫片效果模擬                     | 阿密特·巴德卡、大衛·海爾、文森·塞里特拉、保羅·門多薩                                                  | 提名  | [ 69 ] [ 70 ] |
| 華盛頓特區影評人協會    | 2015年12月7日  | 最佳原創劇本                           | 劇本：喬許·庫利、彼特·達克特、梅格·勒福夫 故事：羅尼·德爾卡門、彼特·達克特                            | 獲獎  | [ 71 ]        |
| 華盛頓特區影評人協會    | 2015年12月7日  | 最佳動畫片                             | 《腦筋急轉彎》                                                                                        | 獲獎  | [ 71 ]        |
| 女性影評人協會          | 2015年12月18日 | 最佳家庭電影                           | 《腦筋急轉彎》                                                                                        | 獲獎  | [ 72 ]        |
| 女性影評人協會          | 2015年12月18日 | 最佳動畫女性                           | 艾米·波勒                                                                                             | 獲獎  | [ 72 ]        |
| 世界電影原聲學會        | 2015年10月24日 | 年度最佳電影作曲家                     | 麥可·吉亞奇諾（與《猩球崛起：黎明的進擊》、《侏羅紀世界》、《朱比特崛起》、《明日世界》等作品被提名） | 獲獎  | [ 73 ]        |
| 青年藝術家獎            | 2016年3月13日  | 最佳配音演出—青年女演員（12至21歲）    | 凱特林·迪亞斯                                                                                         | 獲獎  | [ 74 ]        |

## 外部連結
互联网电影数据库（IMDb）上《Awards for 腦筋急轉彎》的资料（英文）